# Lenguas arutani-sapé
Las lenguas uruak-warao o arutani-sapé es una familia formada por dos lenguas, el arutani y el sapé. Actualmente están amenazadas, son habladas en la región fronteriza entre Brasil y Venezuela. Las dos lenguas que la forman están lejanamente emparentadas, aunque Kaufman (1990) encontró el parentesco convincente. Aunque Campbell y Migliazza (1998) lo rechazan por poco convincente.
En Venezuela el último recuento de hablantes de arutani encontró sólo dos hablantes, y en Brasil 17; en cuanto al Sapé se encontraron únicamente 5 hablantes. Todos los uruak parlantes hablan también ninam, una lengua de la familia yanomam.

## Clasificación

### Lenguas de la familia
1. Arutani[3] (también llamado Aoaqui, Auake, Auaque, Awake, Oewaku, Orotani, Uruak, Urutani), 23 hablantes (1997).[4]
2. Sapé[5] (también llamado Caliana, Chirichano, Kaliana, Kariana), 60-100 (1997).[4]

Los primeros datos lingüísticos de ambas lenguas proceden de Theodor Koch-Grünberg, que en 1913 publicó una lista de vocabulario sobre el arutani, y en 1928 publicó algunos datos sobre el sapé.

### Relación filogenética
A pesar de que diversos autores citan esta familia, realmente no existe evidencia de parentesco, como explican Migliazza & Campbell (1988), por lo que la inclusión de dicha familia en ciertas clasificaciones como las de Kaufman (1990) y Lewis (2009) es simplemente el resultado de agrupar dos lenguas vecinas que parecen estar emparentadas con otras familias de la región. En la lista de Swadesh el número de cognados posibles (casi todos muy inseguros) es inferior al 20%. Algunos términos similares podrían deberse a préstamos entre las dos lenguas o simplemente parecidos por azar:
| GLOSA           | Arutani | Sapé     |
| --------------- | ------- | -------- |
| 'persona'       | kina    | kamon    |
| 'perro'         | toari   | to       |
| 'piojo'         | koʔka   | čo       |
| 'semilla'       | kuka    | ku       |
| 'corteza, piel' | kõhã    | kui/kuy  |
| 'huevo'         | kokama  | kupi     |
| 'venir'         | mana    | ma       |
| 'luna'          | aʔtap   | tapo     |
| 'arena'         | iñãkosa | inoku    |
| 'tierra'        | iñã     | inokučin |
| 'amarillo'      | pišio   | pusia    |
Para 'semilla' el Idioma jukude, que es cercano, tiene  küːte.